# Mannebach (Beltheim)
Das Dorf Mannebach liegt inmitten der Mittelgebirgslandschaft des Hunsrück in der Verbandsgemeinde Kastellaun im Rhein-Hunsrück-Kreis, Rheinland-Pfalz.

## Geschichte
Der Ort liegt nicht weit entfernt von der Burg Waldeck und gehörte, zusammen mit den Orten Korweiler, Dorweiler und der Wüstung Hausen, bis zum Einmarsch der französischen Revolutionstruppen 1793 zur Herrschaft Waldeck.
Am 17. März 1974 wurde Mannebach in die Gemeinde Beltheim eingegliedert.

## Politik
Politisch wird der Ortsbezirk Mannebach vom Ortsbürgermeister und dem Ortsgemeinderat Beltheim vertreten, verfügt aber auch über einen eigenen Ortsbeirat und einen Ortsvorsteher. Der Ortsbeirat besteht aus fünf Mitgliedern.
Ortsvorsteher ist Frank Rickus.

## Freizeit
Der Hunsrück-Mosel-Radweg verläuft durch den Ort.

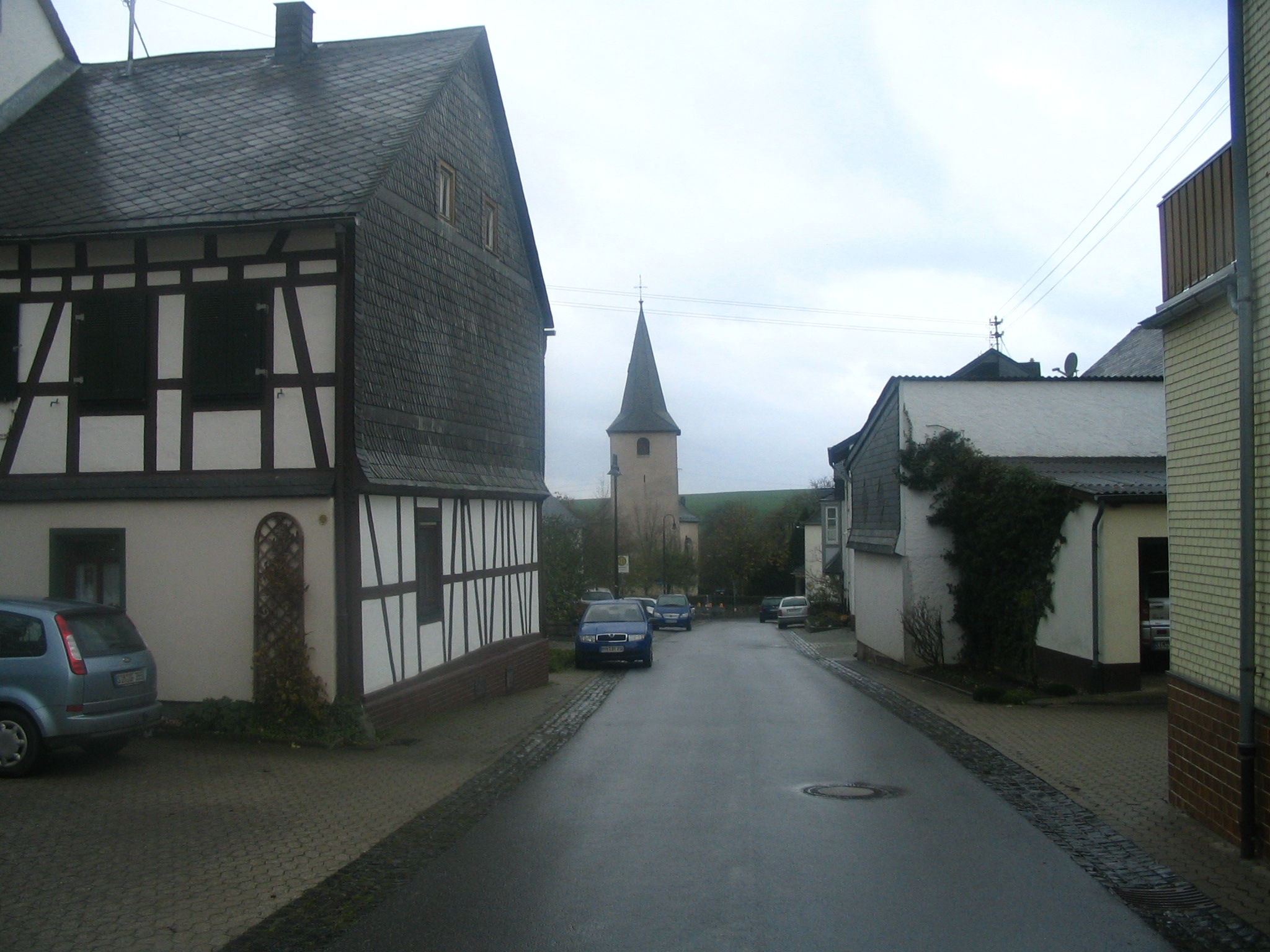
Ortsmitte
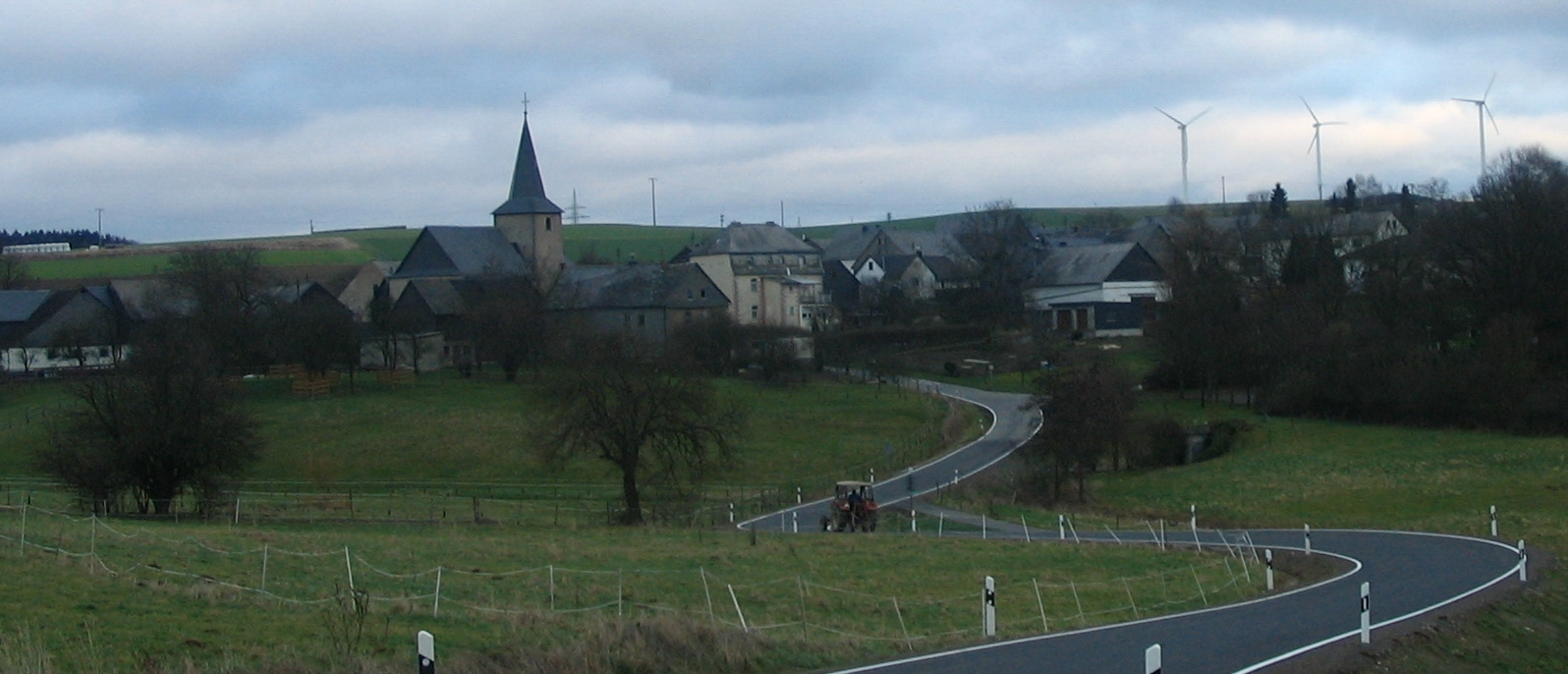
Ortsansicht von Westen
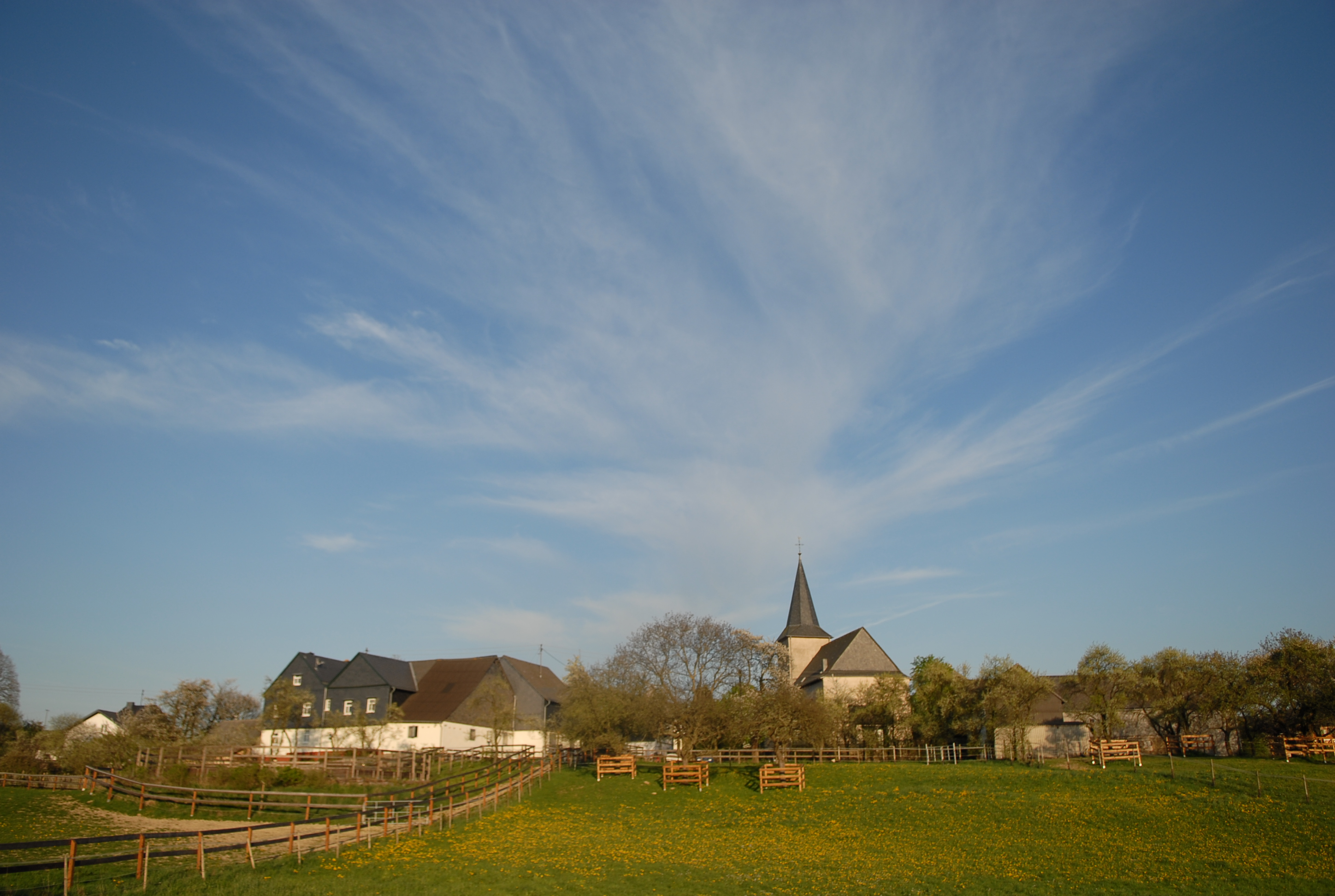
Ortsansicht von Westen im April 2007
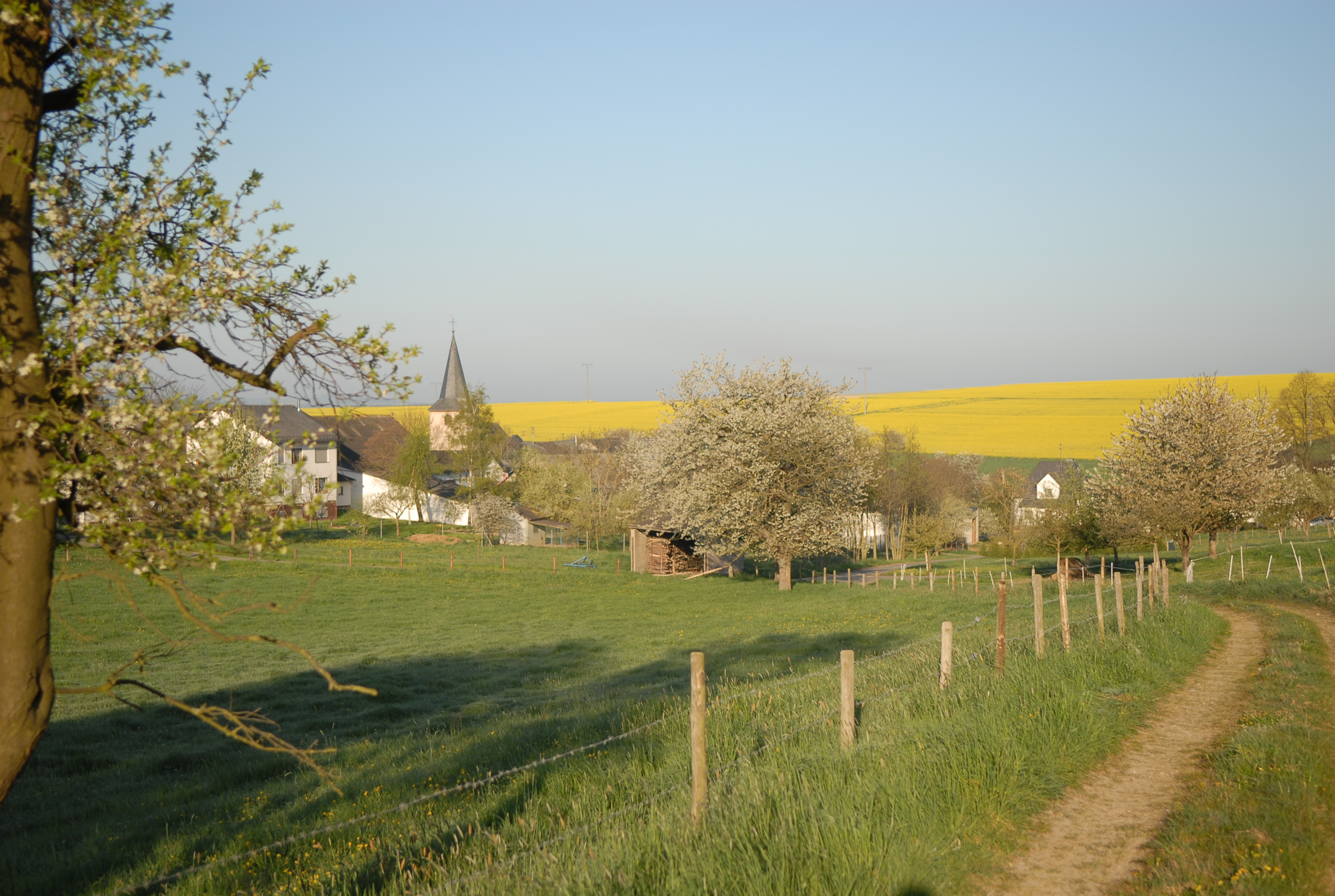
Ortsansicht von Norden im April 2007